# Бебешко Сергій Васильович
Сергі́й Васи́льович Бебе́шко ( нар. 29 лютого 1968, Нова Каховка) — український гандболіст та гандбольний тренер, олімпійський чемпіон.
Виступав за команду СКА (Київ). Золоту олімпійську медаль та звання олімпійського чемпіона він виборов на Олімпіаді в Барселоні, виступаючи у складі гандбольної збірної Об'єднаної команди.
Після закінчення активних виступів — на тренерській роботі. З липня 2013 р. тренує гандбольний клуб «Мотор» із Запоріжжя.